# Spiral Shadow
Spiral Shadow ist das fünfte Studioalbum der US-amerikanischen Sludge-Band Kylesa. Wie auf den Vorgängern setzt die Gruppe auch auf diesem Album zwei Schlagzeuger ein.

## Entstehung
Die Titel des Albums wurden von Phillip Cope, Laura Pleasant und Carl McGinley geschrieben, das Songwriting zum Album begann im Januar 2010 in Savannah. Bei den Kompositionen legte die Band mehr Augenmerk auf psychedelische Klänge und Melodien als bei den vorangegangenen Alben. Das Titellied widmete Laura Pleasant ihrer krebskranken Mutter. Das lyrische Grundkonzept thematisiert die zwischenmenschliche Distanz und soll einen Rückblick auf die Geschichte der Band seit ihrer Gründung 2001 sein. Die Aufnahmen fanden im Juni 2010 im Jam Room in Columbia, South Carolina statt. Das Plattencover stammt von dem Künstler Santos. Die Band wollte ein sehr einfaches Cover mit Op-Art-Elementen, dessen Grundmotiv einen Kreislauf darstellt. Das Cover zeigt die endlose Spirale eines Baumstamms, dieses Baummotiv setzt sich im gesamten Booklet fort. Die Op-Art-Elemente lieferte der Illustrator Casey McKinley, der auch eine 3D-Version der Covers für die Limited Edition fertigte.
Das Album erschien Ende Oktober bei Season of Mist und debütierte in der ersten Woche auf Platz 14 der deutschen Newcomercharts. In den USA erreichte das Album Platz 11 der Top Heatseekers. Spiral Shadow wurde sowohl als CD als auch in verschiedenen LP-Formaten veröffentlicht. Neben einer limitierten Auflage mit zwei 12"-EPs im Klappcover erschien eine CD-Version mit Bonus-DVD, die ein Making of des Albums enthält.

## Titelliste
1. Tired Climb – 3:20
2. Cheating Synergy – 2:51
3. Drop Out – 4:29
4. Crowded Road – 3:29
5. Don't Look Back – 3:20
6. Distance Closing In – 3:51
7. To Forget – 3:32
8. Forsaken – 5:41
9. Spiral Shadow – 5:12
10. Back and Forth – 2:33
11. Dust – 3:44

## Kritiken
Phil Freeman von Allmusic bezeichnet das Album als das Meisterstück der Band und hebt insbesondere den Einsatz der zwei Schlagzeuger hervor. Er bezeichnet Spiral Shadow als ein großartiges psychedelisches Hardrock-Album. Stephan Voigtländer vom Onlinemagazin powermetal.de lobt die Balance „zwischen wuchtiger Härte, zäh-psychotischen Eruptionen und eingängiger Melodiösität“ und meint, dass das Album gar nicht mehr zu wachsen aufhöre. Patrick Schmidt vom Rock Hard sieht das Album im Vergleich zum Vorgänger Static Tensions entspannter und komprimierter. Er hebt den Fuzz-Gitarrensound hervor, der im „attraktiven Kontrast zum facettenreichen Erlebnisdrumming der beiden … Schlagzeuger“ stehe und nennt das Album „großartig“. Für Petra Schurer vom Metal Hammer gibt es derzeit keine Band, die „den Spagat zwischen extremem Metal und Siebziger-Rock müheloser hinbekommt“, das Magazin wählte Spiral Shadow im November 2010 zum „Album des Monats“.